# یواس‌اس گوین (دی‌ام-۳۳)
یواس‌اس گوین (دی‌ام-۳۳) (به انگلیسی: USS Gwin (DM-33)) یک کشتی است که طول آن ۳۷۶ فوت ۵ اینچ (۱۱۴٫۷۳ متر) می‌باشد. این کشتی در سال ۱۹۴۴ ساخته شد.